# Государственный антинаркотический комитет
Государственный антинаркотический комитет — орган, обеспечивающий координацию деятельности федеральных органов исполнительной власти, органов исполнительной власти субъектов Российской Федерации и органов местного самоуправления муниципальных образований по противодействию незаконному обороту наркотических средств, психотропных веществ и их прекурсоров, а также осуществляющий подготовку соответствующих предложений Президенту Российской Федерации.

Эмблема Государственного антинаркотического комитета

Образован Указом Президента Российской Федерации от 18 октября 2006 года № 1374 «О дополнительных мерах по противодействию незаконному обороту наркотических средств, психотропных веществ и их прекурсоров».
Этим же указом утверждено Положение о Государственном антинаркотическом комитете.
Для организационного и материально-технического обеспечения деятельности комитета в составе Федеральной службы Российской Федерации по контролю за оборотом наркотиков (ФСКН России) образован аппарат Государственного антинаркотического комитета.
Председателем комитета являлся директор ФСКН России России В.П. Иванов (с 15 мая 2008 года до момента упразднения ФСКН России)
Государственный антинаркотический комитет не входит в систему органов исполнительной власти Российской Федерации, т.е. не обладает какими-либо самостоятельными управленческими или надзорными полномочиями, а призван координировать усилия заинтересованных ведомств в деле борьбы с нелегальным оборотом наркотических веществ.

## Основные задачи комитета
1. Подготовка предложений Президенту Российской Федерации по формированию государственной политики в области противодействия незаконному обороту наркотических средств, психотропных веществ и их прекурсоров, по совершенствованию законодательства Российской Федерации в этой области, а также представление ежегодных докладов о деятельности комитета.
2. Координация деятельности федеральных органов исполнительной власти и антинаркотических комиссий в субъектах Российской Федерации по противодействию незаконному обороту наркотических средств, психотропных веществ и их прекурсоров, а также организация их взаимодействия с органами исполнительной власти субъектов Российской Федерации, органами местного самоуправления муниципальных образований, общественными объединениями и организациями.
3. Разработка мер, направленных на противодействие незаконному обороту наркотических средств, психотропных веществ и их прекурсоров, в том числе на профилактику этого оборота, а также на повышение эффективности реализации федеральных целевых программ в этой области.
4. Участие в международном сотрудничестве в области противодействия незаконному обороту наркотических средств, психотропных веществ и их прекурсоров, в том числе в подготовке проектов международных договоров Российской Федерации.
5. Решение иных задач, предусмотренных законодательством Российской Федерации о наркотических средствах, психотропных веществах и их прекурсорах.

## Права комитета
1. Принимает решения, касающиеся организации, координации, совершенствования и оценки эффективности деятельности федеральных органов исполнительной власти и антинаркотических комиссий в субъектах Российской Федерации по противодействию незаконному обороту наркотических средств, психотропных веществ и их прекурсоров, а также осуществлять контроль за исполнением этих решений.
2. Вносит в установленном порядке предложения по вопросам, требующим решения Президента Российской Федерации или Правительства Российской Федерации.
3. Создаёт межведомственные рабочие группы для изучения вопросов, касающихся противодействия незаконному обороту наркотических средств, психотропных веществ и их прекурсоров, а также для подготовки проектов соответствующих решений комитета.
4. Имеет право запрашивать и получать в установленном порядке необходимые материалы и информацию от федеральных органов государственной власти, органов государственной власти субъектов Российской Федерации, органов местного самоуправления муниципальных образований, общественных объединений, организаций и должностных лиц.
5. Заслушивает на своих заседаниях должностных лиц федеральных органов исполнительной власти, органов исполнительной власти субъектов Российской Федерации по вопросам противодействия незаконному обороту наркотических средств, психотропных веществ и их прекурсоров.
6. Привлекает для участия в работе комитета должностных лиц и специалистов федеральных органов государственной власти, органов государственной власти субъектов Российской Федерации, органов местного самоуправления муниципальных образований, а также представителей общественных объединений и организаций (с их согласия).

## Состав комитета по должностям
Указом Президента Российской Федерации от 18 октября 2007 г. № 1374 утвержден состав комитета по должностям. Персональный состав комитета утверждает его председатель.

### Председатель комитета
Министр внутренних дел Российской Федерации

### Заместители председателякомитета
- Министр здравоохранения и социального развития Российской Федерации, в соответствии с Указом Президента Российской Федерации от 30 сентября 2012 г. № 1331 — Министр здравоохранения Российской Федерации

### Члены комитета
1. Помощник Президента Российской Федерации — начальник Контрольного управления Президента Российской Федерации
2. Заместитель Председателя Совета Федерации Федерального Собрания Российской Федерации (по согласованию)
3. Заместитель Председателя Государственной Думы Федерального Собрания Российской Федерации (по согласованию)
4. Министр внутренних дел Российской Федерации
5. Министр информационных технологий и связи Российской Федерации (исключен Указом Президента Российской Федерации от 7 декабря 2008 г. № 1736)
6. Министр культуры и массовых коммуникаций Российской Федерации, в соответствии с Указом Президента Российской Федерации от 7 декабря 2008 г. № 1736 — Министр культуры Российской Федерации
7. Министр образования и науки Российской Федерации
8. Министр промышленности и торговли Российской Федерации (включен Указом Президента Российской Федерации от 7 декабря 2008 г. № 1736)
9. Министр связи и массовых коммуникаций Российской Федерации (включен Указом Президента Российской Федерации от 7 декабря 2008 г. № 1736)
10. Министр сельского хозяйства Российской Федерации (включен Указом Президента Российской Федерации от 7 декабря 2008 г. № 1736)
11. Министр спорта, туризма и молодежной политики Российской Федерации (включен Указом Президента Российской Федерации от 7 октября 2008 г. № 1445), в соответствии с Указом Президента Российской Федерации от 30 сентября 2012 г. № 1331 — Министр спорта Российской Федерации
12. Министр транспорта Российской Федерации
13. Министр труда и социальной защиты Российской Федерации (включен Указом Президента Российской Федерации от 30 сентября 2012 г. № 1331)
14. Министр экономического развития и торговли Российской Федерации, в соответствии с Указом Президента Российской Федерации от 7 декабря 2008 г. № 1736 — Министр экономического развития Российской Федерации
15. Заместитель Министра обороны Российской Федерации (включен Указом Президента Российской Федерации от 27 июля 2013 г. № 652)
16. Заместитель Министра финансов Российской Федерации (включен Указом Президента Российской Федерации от 7 декабря 2008 г. № 1736)
17. Директор СВР России (включен Указом Президента Российской Федерации от 7 декабря 2008 г. № 1736)
18. Директор ФСБ России
19. Руководитель ФТС России
20. Директор ФМС России, в соответствии с Указом Президента Российской Федерации от 27 июля 2013 г. № 652 — Руководитель ФМС России
21. Директор ФСИН России
22. Руководитель Росграницы (включен Указом Президента Российской Федерации от 7 декабря 2008 г. № 1736)
23. Руководитель Росздравнадзора
24. Руководитель Роскосмоса (включен Указом Президента Российской Федерации от 7 декабря 2008 г. № 1736)
25. Руководитель Роскультуры (исключен Указом Президента Российской Федерации от 7 декабря 2008 г. № 1736)
26. Руководитель Россвязьохранкультуры (исключен Указом Президента Российской Федерации от 7 декабря 2008 г. № 1736)
27. Руководитель Роспечати
28. Руководитель Роспотребнадзора
29. Руководитель Роспрома (исключен Указом Президента Российской Федерации от 7 декабря 2008 г. № 1736)
30. Руководитель Россельхознадзора
31. Руководитель Росспорта (исключен Указом Президента Российской Федерации от 7 октября 2008 г. № 1445)
32. Руководитель Росстата
33. Руководитель Росфинмониторинга, в соответствии с Указом Президента Российской Федерации от 30 сентября 2012 г. № 1331 — Директор Росфинмониторинга
34. Заместитель Секретаря Совета Безопасности Российской Федерации (исключен Указом Президента Российской Федерации от 28 сентября 2011 г. № 1255)
35. Помощник Секретаря Совета Безопасности Российской Федерации (включен Указом Президента Российской Федерации от 28 сентября 2011 г. № 1255)
36. Представитель МИДа России (по согласованию).

## Антинаркотические комиссии в субъектах Российской Федерации
Указом Президента Российской Федерации от 18 октября 2007 г. № 1374 в субъектах Российской Федерации для координации деятельности территориальных органов федеральных органов исполнительной власти, органов исполнительной власти субъектов Российской Федерации и органов местного самоуправления муниципальных образований по противодействию незаконному обороту наркотических средств, психотропных веществ и их прекурсоров созданы антинаркотические комиссии.
Этим же указом утверждено Положение об антинаркотической комиссии в субъекте Российской Федерации и утвержден состав антинаркотической комиссии в субъекте Российской Федерации по должностям:
1. Высшее должностное лицо (руководитель высшего исполнительного органа государственной власти) субъекта Российской Федерации (председатель комиссии)
2. Начальник территориального органа ФСКН России (заместитель председателя комиссии)
3. Главный федеральный инспектор по субъекту Российской Федерации
4. Представитель законодательного (представительного) органа государственной власти субъекта Российской Федерации (по согласованию)
5. Начальник территориального органа МВД России
6. Начальник территориального органа ФСБ России
7. Начальники таможенных органов, регионом деятельности которых определена территория субъекта Российской Федерации
8. Руководитель органа здравоохранения в субъекте Российской Федерации
9. Руководитель органа образования в субъекте Российской Федерации

По решению председателя антинаркотической комиссии в субъекте Российской Федерации в состав комиссии могут включаться иные должностные лица федеральных органов исполнительной власти, территориальных органов федеральных органов исполнительной власти и органов исполнительной власти субъекта Российской Федерации по согласованию с соответствующими органами.

## Эмблема Комитета
Указом Президента Российской Федерации от 6 февраля 2008 г. № 136 утверждено описание эмблемы Государственного антинаркотического комитета и Положение о ней.